# Theo van Doesburg

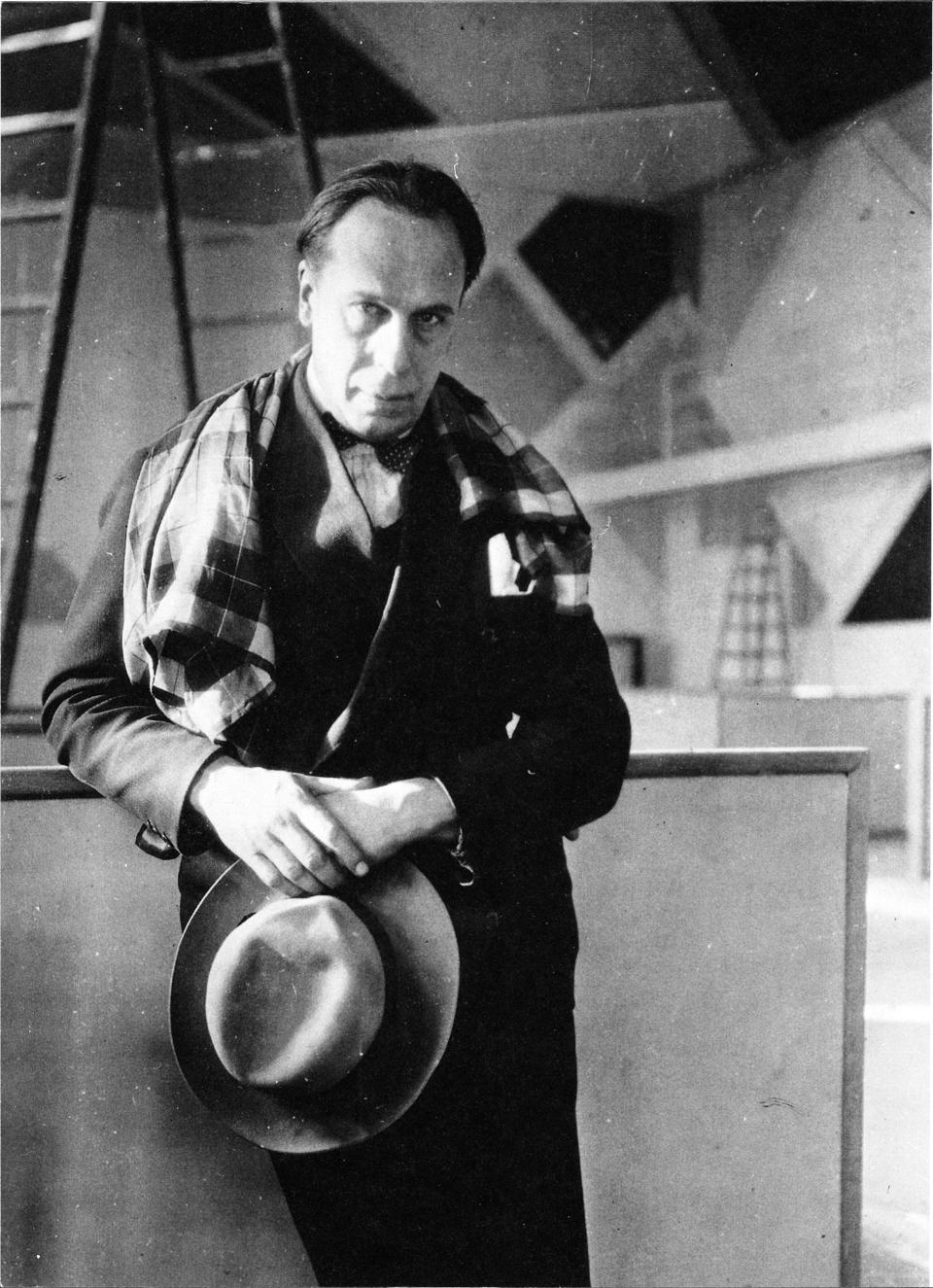
Theo van Doesburg al Cafè de l'Aubette a Strasburgo, 1927

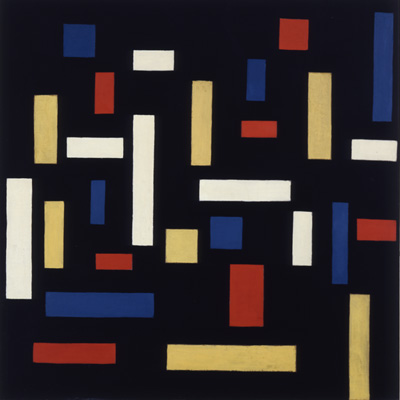
La composizione VII De drie gratiën (Le tre grazie) di Theo van Doesburg, 1917

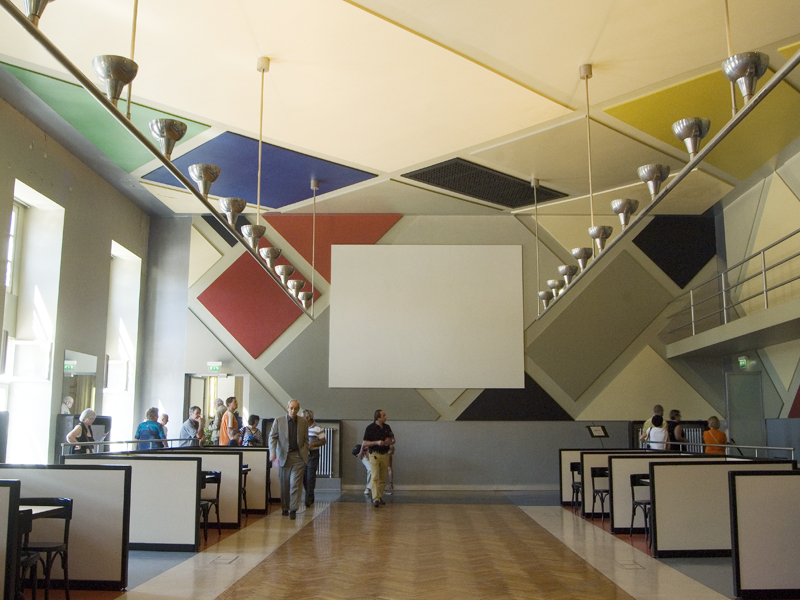
Cafè de l'Aubette a Strasburgo, 1926-1927

Theo van Doesburg (IPA: [ˈteːjoː vɑn ˈduzbɵrx]), pseudonimo di Christian Emil Marie Küpper (Utrecht, 30 agosto 1883 – Davos, 7 marzo 1931) è stato un pittore, architetto e scrittore olandese.

## Biografia
La sua prima mostra di quadri si tenne all'Aja nel 1908.
Dal 1912 iniziò a pubblicare sulla rivista Eenkeid i suoi primi scritti letterari e di critica d'arte. Nel 1916, insieme agli architetti Jacobus Johannes Pieter Oud e Jan Wils, diede vita all'associazione De Stijl.

### De Stijl
Nel 1917  con Piet Mondrian fondò la rivista De Stijl che decantava il radicale "rinnovamento dell'arte" e intorno alla quale nacque il movimento del neoplasticismo. Alla rivista partecipò scrivendo su svariati argomenti e firmandosi spesso con pseudonimi: come poeta si firmava J.K. Bonset, come filosofo A. Camini. Attraverso la rivista ebbe contatti con gli esponenti di gran parte delle avanguardie europee.

### I contatti con il Bauhaus
Nel 1919 su invito di Viking Eggeling ed Hans Richter van Doesburg si recò a Berlino, portando con sé i primi film astratti, la collezione della rivista De Stijl e fotografie dei lavori neoplastici. La notte di Natale, in casa di Bruno Taut, van Doesburg incontrò Walter Gropius, Adolf Meyer, Fred Forbat e diversi studenti del Bauhaus. Gropius dopo aver esaminato il materiale auspicò la presenza di van Doesburg a Weimar.
Nel 1921 con la nuova moglie Pétro-Nelly van Moorsen nel mese di aprile si trasferirono a Weimar, con l'intento di essere immesso nel corpo docente del Bauhaus.
Nel 1922 collaborò anche alla rivista dada Mécano con Kurt Schwitters, Jean Arp e Tristan Tzara.
La pittura aveva il compito di valorizzare l'architettura. La sua pittura è caratterizzata dall'utilizzo di colori primari e forme geometriche elementari, come linee e quadrati. Nel 1925 la Bauhaus pubblica a Monaco uno scritto sui principi basilari delle arti plastiche  "Grundbegriffe der neue Gestaltenden Kunst".
Nel 1927 realizzò il restauro del Cafè de l'Aubette a Strasburgo insieme a Hans Arp e Sophie Taeuber; in questo intervento è evidente la sua visione spaziale mediante sintesi geometrica e colori puri. L'anno prima della sua morte progettò di costituire un nuovo gruppo d'avanguardia; tale decisione probabilmente derivava dall'amarezza per l'esperienza negativa dell'incontro con il Bauhaus di Walter Gropius a Weimar. Nel 1930 il suo atelier parigino sarà nuova sede per il movimento De stijl. Nel 1931, anno della sua morte, finirà anche l'avventura del movimento De Stijl.

## Lo studio della composizione grafica e tipografica tra libro, rivista e manifesto
Nel corso della propria carriera Theo Van Doesburg si è relazionato con il mondo della stampa editoriale esprimendo il suo pensiero critico in linea con il proprio ideale elementarista. 
L’autore, all’interno dello scritto del 1929 “Il libro e la sua composizione”, si esprime in maniera chiara e concisa su questo tema, esplicitando sin da subito quale sia il giusto ed appropriato modo di concepire il libro nella sua totalità: “il libro, come la casa, non deve essere solamente utile, ma anche bello o, quantomeno, gradevole a vedersi”.
Per rendere chiaro questo suo punto di vista, Van Doesburg fa riferimento a due esempi di artefatti concepiti in maniera errata o quantomeno non curata. Il primo di questi è la collana francese “Giallo limone”; i libri che la compongono hanno pagine di grandezza differente tra loro, caratteri poco leggibili e sillabe non inchiostrate in maniera equilibrata. Questo tipo di artefatto è definito “automatico”, cioè visto semplicemente come “un susseguirsi di fatti ed avvenimenti”, senza porre alcuna attenzione al fattore estetico dell’oggetto. In netto contrasto con il primo esempio, l’autore fa poi riferimento al libro composto “dinamicamente”, ovvero una specifica categoria di libri dell’epoca costruiti in maniera virtuosa, attraverso l’aggiunta di elementi superflui, l’uso abbondante del colore e la scelta di un solo carattere uniforme. Essendo il libro spesso visto anche come strumento di riflessione, la composizione dinamica non è sostenibile: la sovrapposizione di colori e immagini e i caratteri decisamente troppo grandi concorrono alla restituzione di un’immagine aggressiva del libro. Questi ultimi sono considerati nell’accezione propria dei futuristi e in seguito dei dadaisti, cioè quella di “distruggere definitivamente (…) la classica veste del libro”.
Nonostante l’autore non condivida le caratteristiche della composizione dinamica, egli considera comunque un pregio il fatto che tali movimenti abbiano sottolineato, tramite un atteggiamento creativo nei confronti della tipografia e dell’impostazione del libro, “la duplice necessità del leggere e del vedere”. È proprio da questo fenomeno che “nasce l’elemento essenziale della moderna composizione del libro”.
Il libro dinamico viene però snaturato nel suo significato letterario, e proprio in merito a ciò il movimento De Stijl si pone come scopo quello di conferirgli una composizione moderna.
Una delle principali riflessioni di Van Doesburg su questo tema riguarda la relazione tra libro e arte. Egli afferma che “il libro non è un quadro, il quadro è un’opera d’arte. Il libro invece contiene l’opera d’arte: quella letteraria. Il suo valore, letterario o poetico, si cela dietro la superficie: la composizione tipografica del periodo, i caratteri, la rilegatura. Che il libro sia stampato bene o male, non cambia il valore del suo contenuto, l’elemento letterario o poetico resta inalterato. Un libro di scarso valore non diverrà certo migliore grazie ad espedienti grafici”.
Van Doesburg evidenzia quindi la necessità di una nuova dimensione “plastica”, nella quale la pagina venga vista integralmente nel suo insieme e che tenga conto dell’elemento spaziale nella costruzione tipografica.
Si raggiunge quindi un equilibrio grazie al controllo totale dei mezzi grafici (la pagina bianca, il testo, il colore ed il materiale fotografico) senza tralasciare il rapporto tra spazi bianchi e testo che, opportunamente calibrato, dona al libro un effetto “stimolante”. 
La nuova tipografia elementare deve perciò sfruttare lo spazio bianco in proporzione alla posizione dei caratteri, mentre la scelta di questi ultimi deve essere effettuata rispetto alla forza e all’energia del testo. 
Secondo questi canoni era possibile dunque modernizzare e migliorare il libro, non come opera d’arte in sé, ma come oggetto che ha la funzione di contenerla e valorizzarla.
Relativamente al tema della tipografia e della composizione si può fare riferimento anche allo studio e alla realizzazione di copertine e manifesti. Un esempio è la copertina del libro “Grundbegriffe der neuen gestaltenden Kunst” disegnata da Doesburg e Laszlo Moholy-Nagy nel 1925. In questo caso, il design era considerato come una pura rappresentazione delle essenze neoplastiche: due barre nere ortogonali coperte da carattere bianco dividono lo spazio in quattro rettangoli di dimensioni diverse, mantenendo una composizione asimmetrica con aree di rosso giallo, blu e bianco.
Nel 1921, Theo Van Doesburg e Piet Mondrian decisero di allargare il pubblico del loro movimento e di ridisegnare l'aspetto della rivista De Stijl, cambiando la copertina e il sottotitolo in “International Monthly”. In quel contesto, Van Doesburg produsse un nuovo design per la rivista che prevedeva il titolo stampato in nero sulle lettere in grassetto rosso “NB” - nieuw beelding (nuova oggettività)- che creò una leggera illusione di spazio. Con lo spazio negativo dominante, Doesburg bilanciò accuratamente il testo all'interno di una composizione asimmetrica usando solo il bianco e il nero. Nel rinnovare il periodico, inoltre, Van Doesburg sottolineò la natura pragmatica e funzionale del progetto, passando da una struttura a colonna singola a una costituita da due colonne, favorendo la lettura qualora la rivista fosse stata piegata in due per essere spedita via posta.
Nel corso degli anni ‘20 Van Doesburg si avvicinò anche alla corrente dadaista. Strinse forti rapporti con questi artisti, tanto da fondare una nuova rivista con Schwitters chiamata Mécano, in cui ricorreva il celebre principio dadaista del rifiuto del passato. Sempre con la collaborazione di Schwitters, nel 1922 realizzò il famoso manifesto Kleine Dada Soirée (Small Dada Evening). Il poster presenta una combinazione casuale e affollata di diversi caratteri, con l’aggiunta della scritta “DADA” in rosso disposta in diverse direzioni. Emerge anche un aspetto strettamente legato al De Stijl, cioè l’utilizzo di una tavolozza composta esclusivamente da rosso bianco e nero.
L’operato di Theo Van Doesburg per la modernizzazione delle arti grafiche è stato dunque determinante anche in virtù di questo crocevia di correnti neoplastica e dadaista, movimenti che seppure opposti sono in qualche modo complementari: se Dada voleva eliminare le vecchie convenzioni, De Stijl voleva costruirne di nuove a partire da una precisa struttura. Portavoce di una nuova composizione grafica nel campo del libro, della rivista e del manifesto, l’opera che più rappresenta Van Doesburg è proprio De Stijl: sempre diversa, alla ricerca di elementi nuovi da analizzare e proporre, all'avanguardia ed elegante.

## Scritti
- Sergio Polano (a cura di), Theo van Doesburg, Scritti di arte e letteratura, Officina Edizioni, Roma, 1979

## Galleria d'immagini

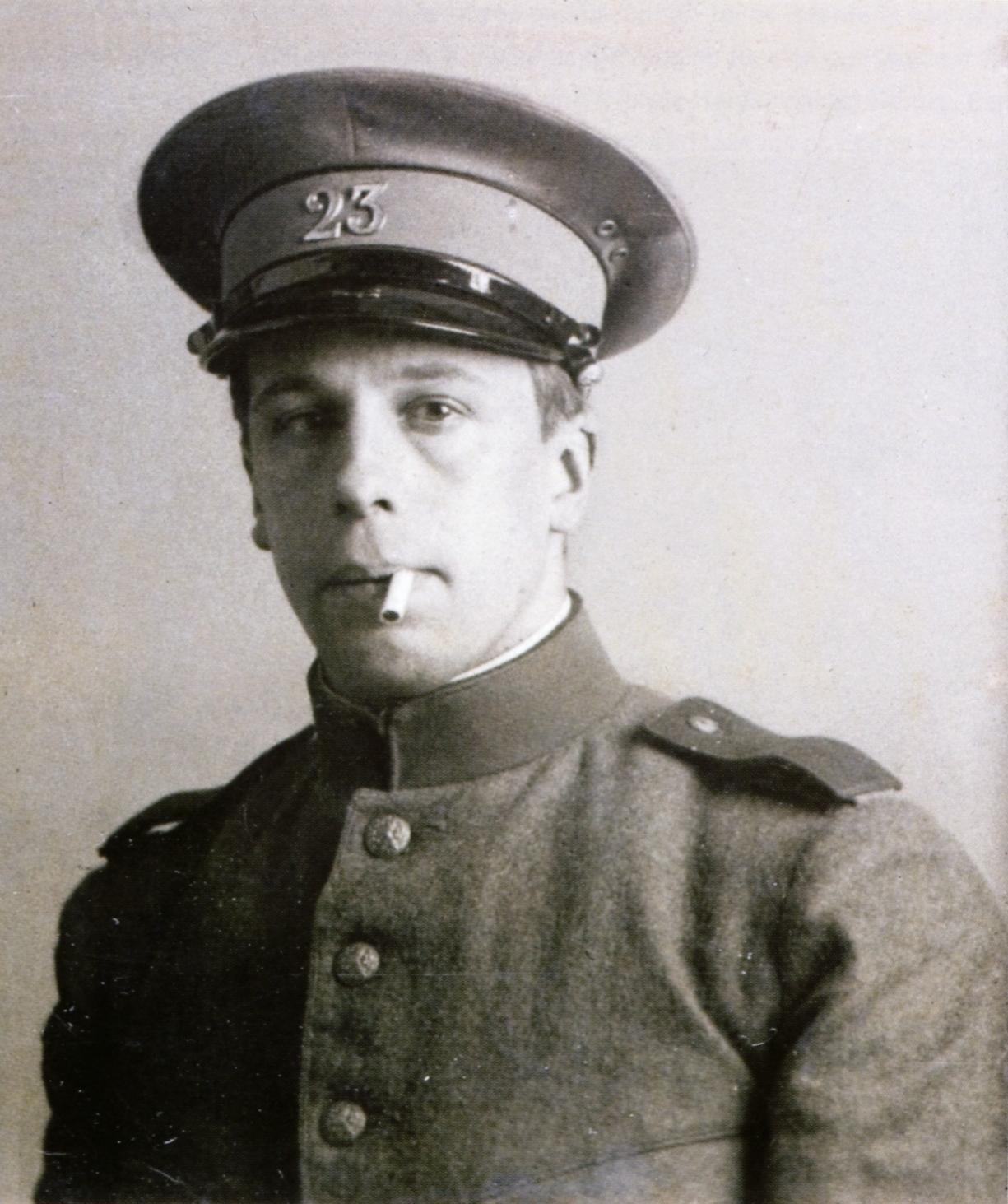
Theo van Doesburg durante il servizio militare
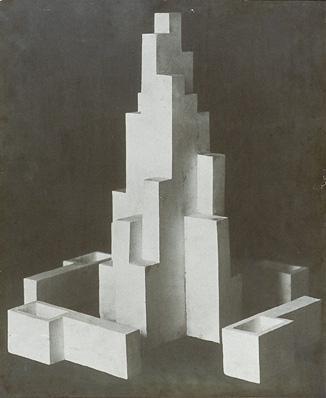
Progetto per un monumento (1917)
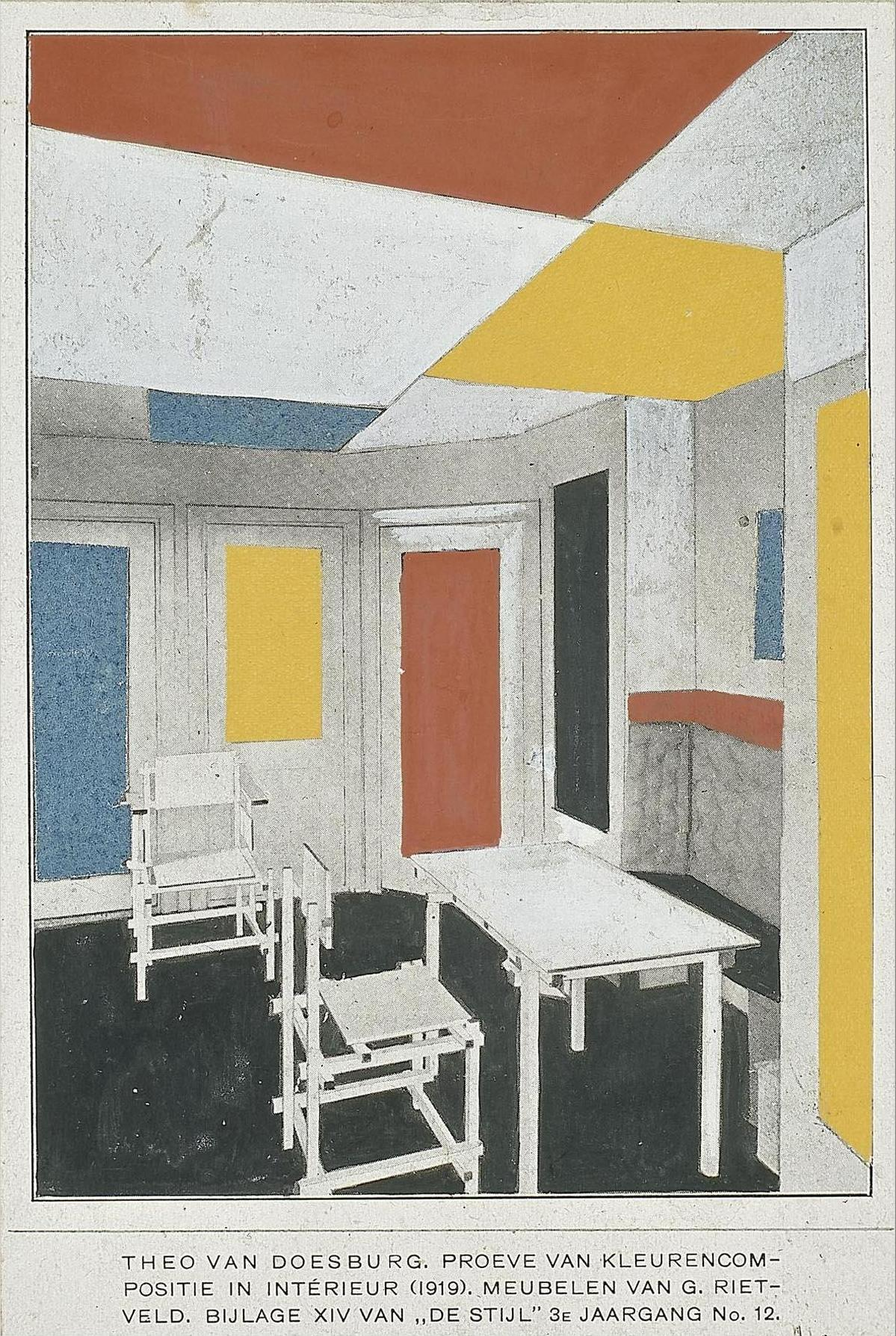
Disegno dell'interno di Huis De Ligt, Katwijk (1919)
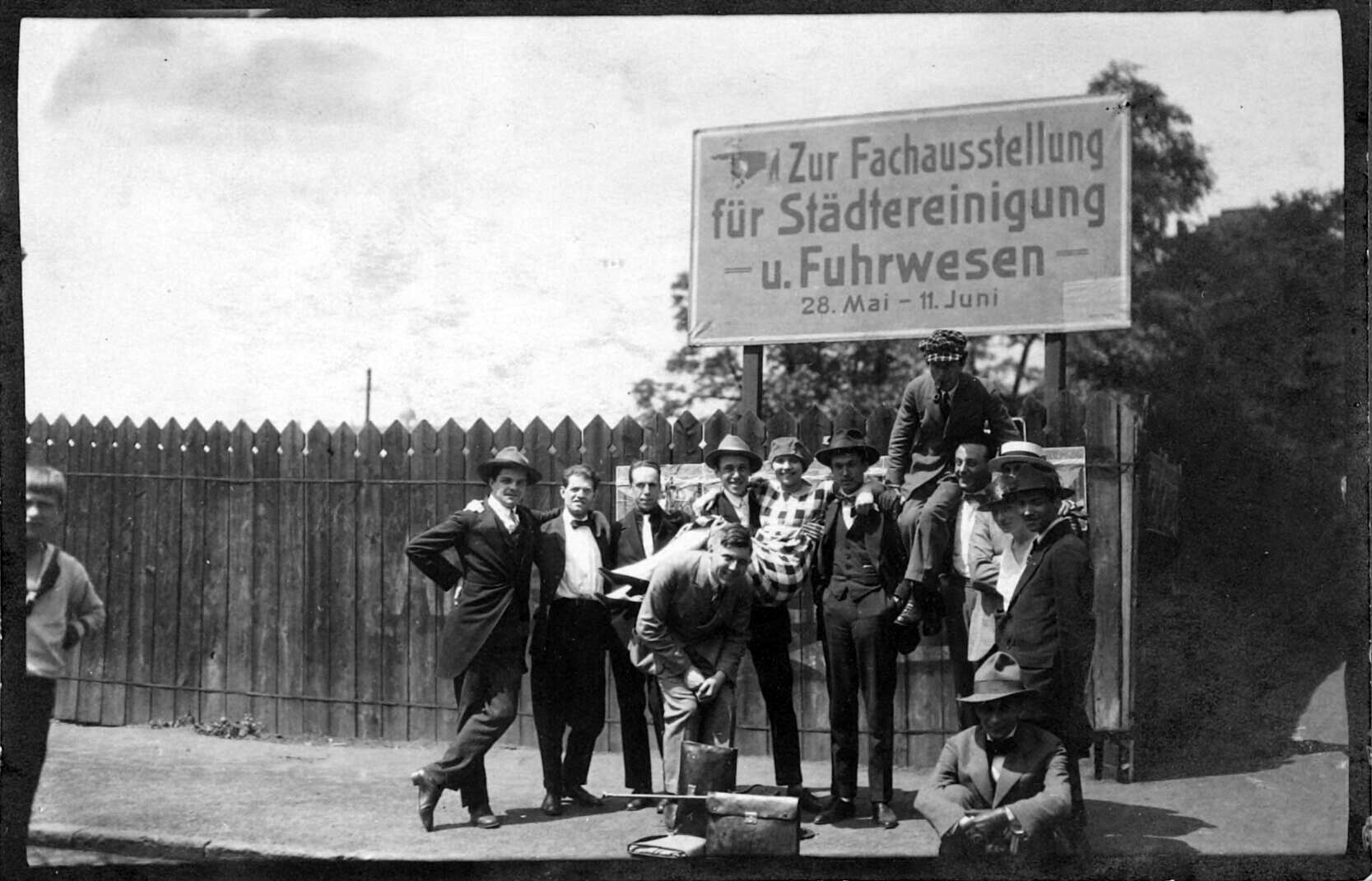
Al Congresso Internazionale degli artisti Progressisti, Düsseldorf, 1922
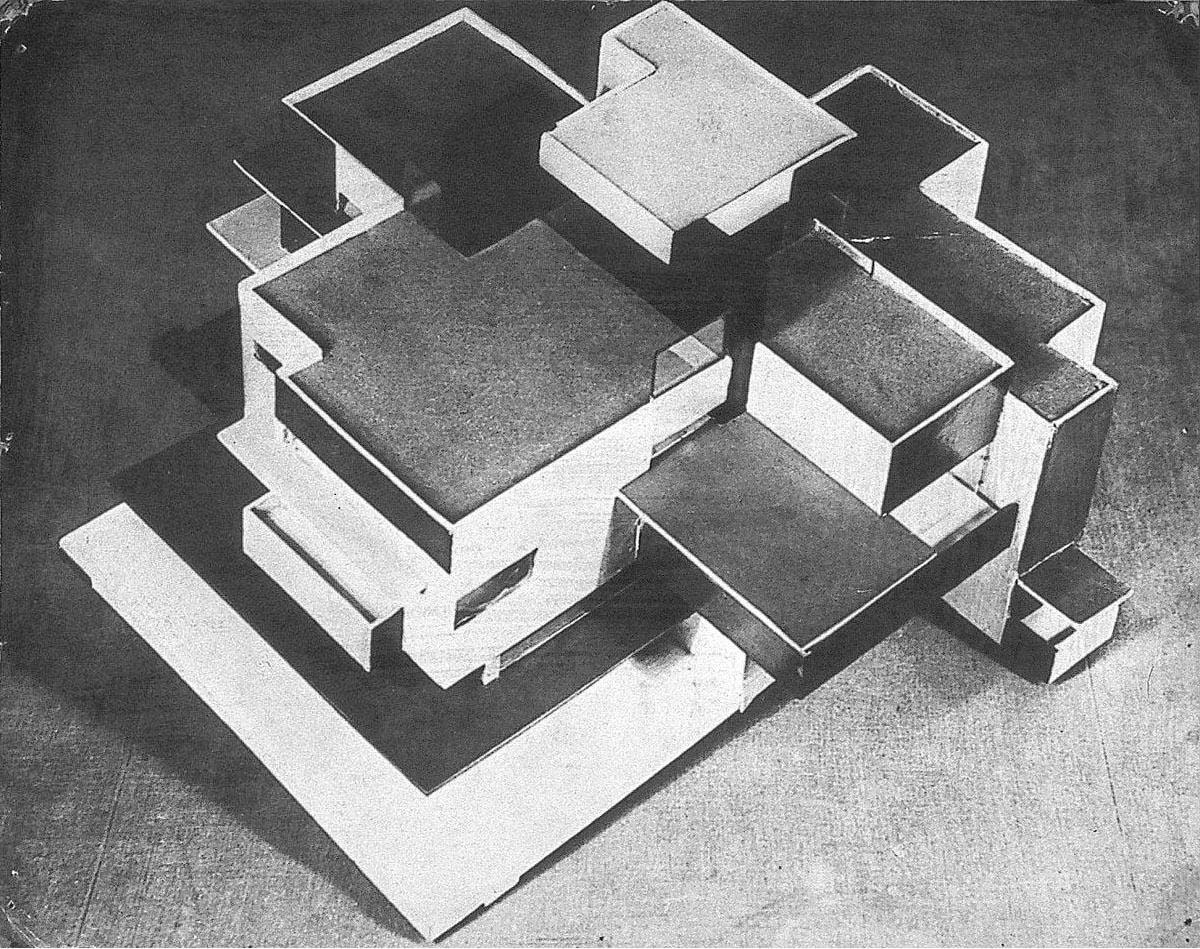
Maison d'Artiste (1923)
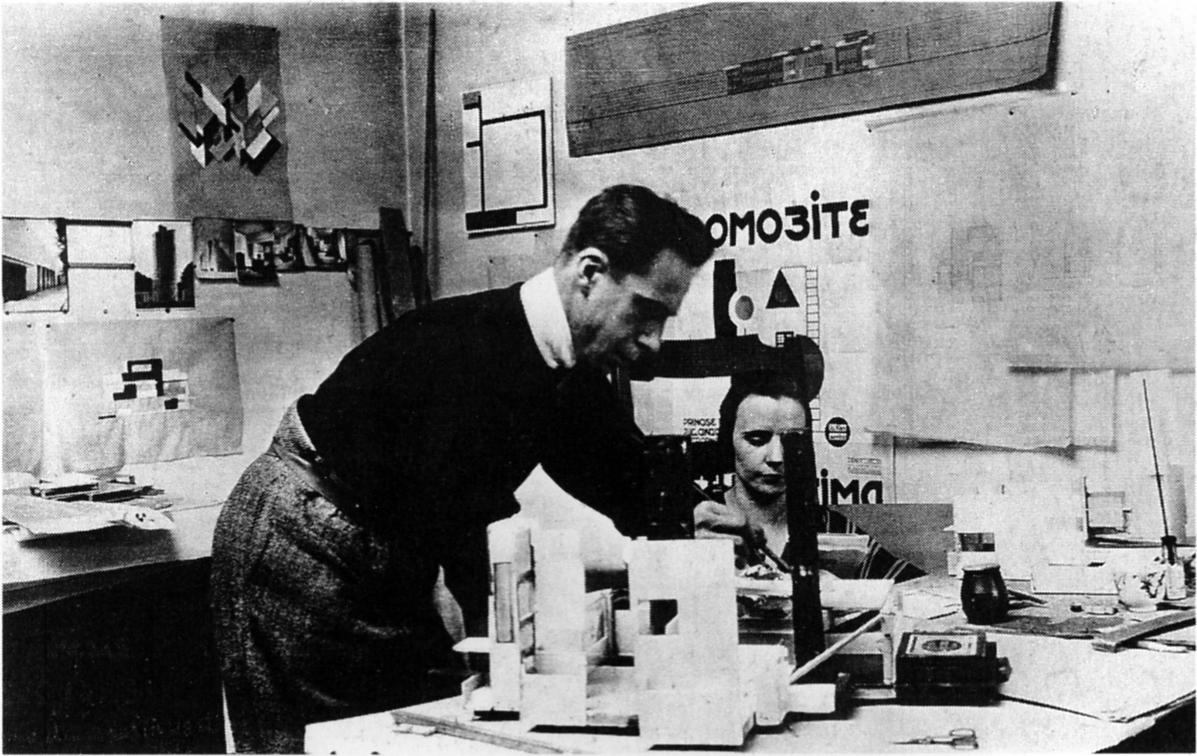
Theo e Nelly nello studio in Rue du Moulin Vert a Parigi. (1923)
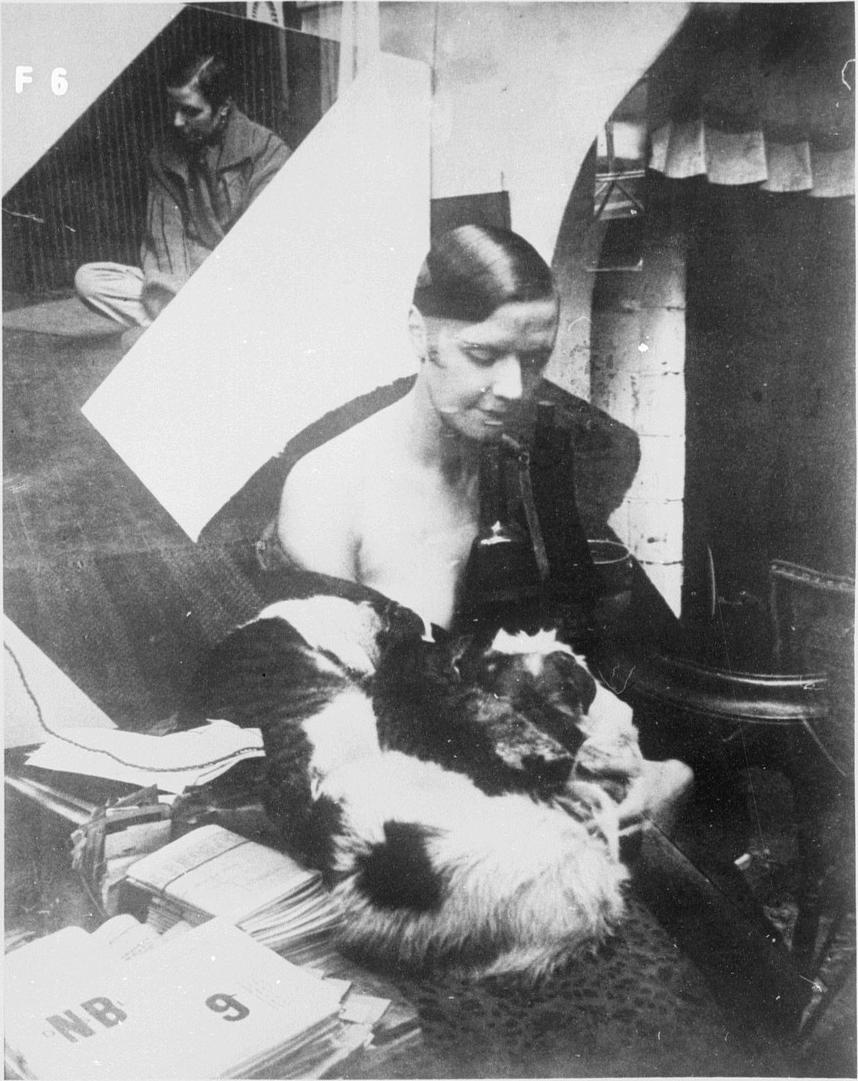
Fotocomposizione con il ritratto di Nelly (1931)